# Rainer Graefe

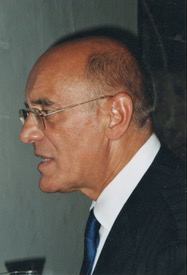
Rainer Graefe

Rainer Graefe (* 1941 in Berlin) ist ein deutscher Architekturhistoriker. Er ist emeritierter Ordinarius des Instituts für Baugeschichte und Denkmalpflege an der Fakultät für Architektur und Bauingenieurwesen der Universität Innsbruck (1991–2009), wo er 2005 das Archiv für Baukunst gründete.
Graefe war von 1992 bis 2003 Vorsitzender des Tiroler Sachverständigenbeirats für Stadtkern- und Ortsbildschutz. Er war ständiges Mitglied des Österreichischen Denkmalbeirats, des KunstbeiratS des Instituts für Auslandsbeziehungen (IfA) in Stuttgart und ist Mitglied der Koldewey-Gesellschaft und bei ICOMOS. Graefe war im Redaktionsbeirat des ‚International Journal of the Construction History' in London und des 'Privolžskij Scientific Journal’ Nižnij Novgorod. Seit 2009 ist er korrespondierendes Mitglied der Reial Académia Catalana de Belles Arts in Barcelona.

## Leben und Wirken
Rainer Graefe studierte von 1961 bis 1968 Theaterwissenschaft, Philosophie und Germanistik in Würzburg und Berlin. Er absolvierte Praktika an mehreren Berliner Theatern. 1969 wurde er Magister Artium (‚Idee des Bauhaus-Theaters‘). 1969 begann Rainer Graefe seine Tätigkeit als wissenschaftlicher Mitarbeiter von Frei Otto am Institut für leichte Flächentragwerke an der TU Stuttgart und promovierte am Institut für Archäologie der Universität Tübingen 1976 mit einer  Arbeit zum Thema Zeltdächer der römischen Theater. Seit 1971 arbeitete er im Sonderforschungsbereich 64 ‚Weitgespannte Flächentragwerke‘ der Deutschen Forschungsgemeinschaft. Seit 1984 leitete Graefe das von ihm gegründete Teilprojektes C3 „Geschichte des Konstruierens“ im Sonderforschungsbereich 230 der deutschen Forschungsgemeinschaft. 1991 wurde Rainer Graefe zum Ordinarius für Baugeschichte am Institut für Baukunst, Baugeschichte und Denkmalpflege an der Fakultät für Architektur der Uni Innsbruck berufen. Graefe war Studiendekan und 2008 Dekan der Architekturfakultät. Er übte zudem Lehrtätigkeiten in Berlin, Wien, Zürich aus. Seine Forschungsschwerpunkte sind die Geschichte des Konstruierens – Prozesse, in denen historische Baukonstruktionen entstehen, Form und Konstruktion, Gewölbekonstruktionen, Membrankonstruktionen, Leichtbauten, Temporäre Festbauten, Kleinarchitekturen sowie Architektur und Natur, insbesondere die Gartenkunst, Naturbeherrschung und Naturgenuss, Bäume als lebende Bauwerke und umbaute Bäume, Astwerke aus Stein.

## Ehrungen
- 2003 Šuchov-Goldmedaille der ESEA (Union of Scientific and Engineering Associations) und AES (A.A. Prochorov – Academy of Engineering Sciences) in Moskau
- 2007 Ehrenurkunde des Landes Tirol für Verdienste um die Denkmalpflege
- 2008 Ehrendoktorat der Staatlichen Universität für Architektur und Bauwesen, Nižnij Novgorod.[4]
- 2010 Wissenschaftspreis für außergewöhnliche Forschungsleistung der Universität Innsbruck

## Veröffentlichungen (Auswahl)

### Bücher
- Vela erunt. Die Zeltdächer der römischen Theater und ähnlicher Anlagen. Text- und Tafelband, Mainz 1979
- Natürliche Konstruktionen. Formen und Konstruktionen in Natur und Technik und Prozesse ihrer Entstehung. Frei Otto mit Rainer Graefe, Eda Schaur u. a., Stuttgart 1982
- Zur Geschichte des Konstruierens (Hrsg.). Stuttgart 1989
- Vladimir G. Šuchov 1853–1939. Die Kunst der sparsamen Konstruktion, hrsg. mit Murat Gappoev und Ottmar Pertschi. Stuttgart 1990 (Russische Ausgabe: Moskau 1994)
- Avantgarde I 1900–1923. Russisch-sowjetische Architektur. Hrsg. mit Christian Schädlich und Dietrich W. Schmidt, Stuttgart 1991
- Vom Holz zum Eisen. Mitteilungen des SFB 230, Band 5, hrsg. mit Erika Richter, Institut für Auslandsbeziehungen, Stuttgart 1991

Mitherausgeber folgender Bände der Mitteilungen des Instituts für Leichte Flächentragwerke:
- IL 5 Wandelbare Dächer. 1972
- IL 8 Netze in Natur und Technik. 1975
- IL 11 Leichtbau und Energietechnik. 1978
- IL 20 Aufgaben. Probleme in Forschung, Entwicklung und Anwendung. 1979
- IL 22 Form (Form – Kraft – Masse) . 1988
- IL 30 Sonnenzelte. 1984

Herausgeber der Konzepte des Sonderforschungsbereichs 230:
- Geschichte des Konstruierens, Nr. 5, 15, 28, 33, 38.
- Die erste Kirche von Gaudí. Rückkehr eines Meisterwerks – Rekonstruktion 1998–2008 – El primer temple de Gaudí. La recuperació d’una obra mestra. Katalog des Museu Diocesà de Barcelona, Barcelona 2008
- Innsbruck sehen. Stadtbilder einst und jetzt. Konzeption: Rainer Graefe, Martina Hellriegel, Christoph Hölz; Texte und Redaktion: Christoph Hölz, Martina Hellriegel, hrsg. vom Archiv für Baukunst der Universität, Innsbruck 2008
- Bauten aus lebenden Bäumen. Geleitete Tanz- und Gerichtslinden. Aachen/Berlin 2014
- Einfach Leicht. Vladimir G. Šuchov 1853–1939. Bauten aus Netzen und Gittern. Hrsg. mit Ottmar Pertschi, Erika Graefe, Andrij Kutnyi, 2 Bände, Aachen/Berlin 2021

In Arbeit:
- Tanz- und Gerichtslinden.
- Gaudís erste Kirche – Rekonstruktion eines verschollenen Projekts.

### Aufsätze
- Die Idee des Bauhaus-Theaters. Magister-Arbeit FU Berlin, Berlin 1969
- Historische wandelbare Dächer, in: Mitteilungen des Instituts für Leichte Flächentragwerke, Bd. 5, Stuttgart 1971, S. 12–39 (Nachdruck in: Architectural Design 7, 1973, S. 421–426)
- Gewölbe, Schalen, Stabtragwerke. Beispiele aus der Geschichte, in: Mitteilungen des Instituts für Leichte Flächentragwerke, Bd. 10, Stuttgart 1975, S. 10–27, 314–322
- Anwendungen von historischen Netzkonstruktionen, mit Klaus Bach, in: Mitteilungen des Instituts für Leichte Flächentragwerke, Bd. 8, Stuttgart 1975, S. 119–142
- Temporäre Bauten, in: Minimalkonstruktionen. Hrsg. von Ewald Bubner u. a., Köln 1977, S. 246–259
- Naturgenuß und Naturbeherrschung, in: Mitteilungen des Instituts für Leichte Flächentragwerke, Bd. 27, Stuttgart 1981, S. 46–53
- Antoni Gaudí i. Cornet, in: Der Hang zum Gesamtkunstwerk (Ausstellungskatalog des Kunsthaus Zürich), Zürich 1983, S. 215–220
- Ein verschollenes Modell und seine Rekonstruktion, mit Jos Tomlow und Arnold Walz, in: Bauwelt 15, 1983, S. 568–573
- Heinrich Hübsch als Konstrukteur, in: Heinrich Hübsch 1795–1863. Der große badische Baumeister der Romantik. Ausstellungskatalog des Stadtarchivs Karlsruhe und des Instituts für Baugeschichte der Universität Karlsruhe, Karlsruhe 1983, S. 184–189
- Schinkels Blechzelte und Nachfolgebauten, in: ‚Schattenzelte‘. Mitteilungen des Instituts für Leichte Flächentragwerke, Bd. 30, Stuttgart 1984, S. 132–149
- Zur Formgebung von Bögen und Gewölben, in: architectura 1, 1986, S. 50–67
- Textile Schmuckformen an Fassaden und Dächern, in: Daidalos 29, 1988, S. 78–95
- Baum, Wald, Kirche, in: Waldungen. Die Deutschen und ihr Wald. Ausstellungskatalog Akademie der Künste, Berlin 1987, S. 86–94
- Geleitete Linden, in: Daidalos 23, 1987, S. 16–29
- Hängedächer des 19.Jahrhunderts, in: Zur Geschichte des Konstruierens (Hrsg. R. Graefe), Stuttgart 1989, S. 168–187
- Die Bogendächer des Philibert de l’Orme, in: Zur Geschichte des Konstruierens (Hrsg. R. Graefe), Stuttgart 1989, S. 99–116
- Eine Baumassen-Wanderung. Wiederaufrichtung eines Minaretts in Samarkand, in: Daidalos 37, 1990, S. 40–43
- Die Kuppeln von Florenz und Rom, in: Beiträge zur Geschichte des Bauingenieurwesens 7, TU München, Lehrstuhl für Baukonstruktion, München 1996, S. 35–53
- Mit Leonid Demjanov. Einführung zu: Jakov Černichov. Sowjetischer Architekt der Avantgarde, hrsg. von Carlo Olmo und Alessandro de Magistris, Stuttgart 1996, S. 7–10
- Laudatio Frei Otto. anläßlich der Verleihung des Großen DAI-Preises in Berlin, in: Baukultur 7/8, 1996, S. 99–101
- Beiträge, in: l’art de l’ingénieur. Constructeur, entrepreneur, inventeur, Ausstellungskatalog des Centre Georges Pompidou, Paris 1997
- Fliegende Kirche. Eine Installation über Antoni Gaudís Krypta in der Colonia Güell, in: Baukultur 6, 1999, S. 28–30
- Die Bauräte und Hofgärtner der Familie Steinert, in: Prinz Heinrich von Preussen. Ein Europäer in Rheinsberg, Ausstellungskatalog, hrsg. von der Generaldirektion der Stiftung Preußische Schlösser und Gärten Berlin-Brandenburg, Berlin 2002, S. 303–306
- Tigli Guidati. Costruire sugli alberi tra tecchniche e legende, in: BioArchitettura 53, 2004, S. 34–41
- Grenzgänger zwischen Architektur und Ingenieurbau, in: Frei Otto. Das Gesamtwerk. Leicht bauen, natürlich gestalten, hrsg. von Winfried Nerdinger, Architekturmuseum der Technischen Universität München, Basel/Boston/Berlin 2005, S. 71–78
- Innovation und Ästhetik – der Leichtbaupionier V. G. Šuchov, mit Matthias Beckh, Rainer Barthel, in: Detail 11, 2010, S. 1141–1148
- ‚Natürliche‘ Formbildungsprozesse in der Neugotik – Friedrich W.H. Gösling (1837-1899), in: Bautechnik des Historismus. Von den Theorien über gotische Konstruktionen bis zu den Baustellen des 19. Jahrhunderts, hrsg. von Uta Hassler, Christoph Rauhut in Zusammenarbeit mit Santiago Huerta, München 2012, S. 144–159
- Das Sudhaus. Rettung – Sanierung – Archivgründung, in: Christoph Hölz (Hrsg.): Archiv im Adambräu. Die Architektursammlung im Welzenbacher Bau, Schriftenreihe des Archivs für Baukunst Bd. 4, Innsbruck 2019, S. 35–50
- The catenary and the line of thrust as a means for shaping arches and vaults, in: Bill Addis (Hrsg.): Physical Models. Their historical and current use in civil and building engineering design, Berlin 2021, S. 79–126
- Die undulierende Linie der Schönheit. (Typoskript), Natters 2023

### Festschrift
- Juliane Mayer (Hrsg.). Festschrift für Rainer Graefe. Forschen, Lehren und Erhalten, Innsbruck 2009

### Ausstellung / Film
- V.G. Šuchov. Kunst der Konstruktion. Ausstellung des Instituts für Auslandsbeziehungen in Stuttgart, Frankfurt, Moskau, Konzeption: Rainer Graefe, Hermann Pollig, Gestaltung: Hans Peter Hoch, in Stuttgart, Frankfurt, Moskau 1990–1991
- Avantgarde I 1900-1923. Russisch-sowjetische Architektur. Ausstellung des Ščusev-Architekturmuseum Moskau, des Instituts für Auslandsbeziehungen Stuttgart in Zusammenarbeit mit der Kunsthalle Zürich, Konzeption und Bearbeitung: S.O.Chan-Magomedov, Christian Schädlich mit Rainer Graefe, Dietrich W. Schmidt u. a., in Tübingen und Rostock 1991
- The Colosseum. 1:1 Rekonstruktion der römischen Theatervela. Film in der Reihe ‘Secrets of Lost Empires’, BBC London (U.K. Version) 1995, NOVA/WGBH Boston (U.S. Version) 1997
- Das Hängemodell im architektonischen Entwurf seit dem 17. Jahrhundert, mit Arnold Walz und Studententeam, Ausstellung in Santa Coloma de Cervelló 2002
- Innsbruck sehen. Stadtbilder einst und jetzt. Ausstellung des Archiv für Baukunst der Universität Innsbruck, Konzeption: Rainer Graefe, Martina Hellriegel, Christoph Hölz, Gestaltung: Klaus-Jürgen Sembach, Innsbruck 2008
- Tanz- und Gerichtslinden. Ausstellung des Archiv für Baukunst der Universität Innsbruck, Konzeption und Gestaltung: Rainer Graefe, Eva Ilsanker mit Daria Dellai und Thomas Ferk, Innsbruck 2009–2010
- Reconstrucció del projecte del temple de la Colónia Güell. Ausstellung des Museu Diocesà de Barcelona, Planung: Rainer Graefe, Leonid Demjanov, Ausführung mit Studenten und Werkstatt der Innsbrucker Architekturfakultät und mit Studenten des MIGAiK Moskau, Barcelona 2008–2020 (Neueröffnung in der Colónia Güell 2024)
- Gründung des Lindenbaummuseums in Neudrossenfeld; Dauerausstellung ‚Geleitete Tanz- und Gerichtslinden, Konzeption: Rainer Graefe, Leonid Demjanov; Gestaltung: Daria Dellai, Thomas Ferk, Aleksandra Ignatova, Ekaterina und Anton Lyubimkin, Klaus-Jürgen Sembach, Neudrossenfeld 2014